# Rambutyo
Rambutyo est située en mer de Bismarck et fait partie des îles de l'Amirauté, en Papouasie-Nouvelle-Guinée. Elle est  incorporée à la province de Manus.
Pendant la Seconde Guerre mondiale, l'île a été l'objet d'un débarquement allié.